# Anzano del Parco
Anzano del Parco es una localidad y municipio italiano de la provincia de Como, región de la Lombardía, con 1.619 habitantes.

## Evolución demográfica
| Gráfica de evolución demográfica de Anzano del Parco entre 1861 y 2001 |
|                                                                        |
| Fuente ISTAT - elaboración gráfica de Wikipedia                        |